# غوستاف مولر
غوستاف مولر (بالسويدية: Gustav Möller) هو رئيس تحرير صحيفة وسياسي سويدي، ولد في 6 يونيو 1884 في السويد، وتوفي في 15 أغسطس 1970 في نفس البلد. حزبياً، نشط في حزب العمال الديمقراطي الاشتراكي السويدي. وقد انتخب مجلس الدولة ‏ وانتخب عضو البرلمان السويدي ‏.

## روابط خارجية
- غوستاف مولر على موقع مونزينجر (الألمانية)